# Ульріх Грайфельт
Ульріх Генріх Еміль Ріхард Грайфельт (нім. Ulrich Heinrich Emil Richard Greifelt; 8 грудня 1896, Берлін — 6 лютого 1949, Ландсберг-ам-Лех) — один з вищих офіцерів СС, обергрупенфюрер СС і генерал поліції (30 січня 1944).

## Біографія
Син фармацевта. В 1914 році вступив в 48-й піхотний полк. Учасник Першої світової війни. У серпні 1916 року переведений в авіацію, льотчик-спостерігач 249-го авіазагону, яким командував Гуго Шперрле. В 1918 році служив в штабі німецької військової адміністрації в Ризі. В 1919 році — член Добровольчого корпусу, брав участь в боях з більшовиками в Прибалтиці. Після демобілізації з армії був залишений в рейхсвері, але потім вийшов у відставку і став бізнесом. В 1932 році фірма Грайфельта розорилася. 1 квітня 1933 року вступив в НСДАП (квиток №1 667 407), 6 липня 1933 року — в СС (посвідчення №72 909). З 1 травня 1934 року — начальник штабу оберабшніту СС «Ельба», з 15 червня 1934 року — оберабшніта СС «Рейн». 25 травня 1935 року призначений начальником Центральної канцелярії Головного управління СС. 24 лютого 1937 року переведений в особистий штаб рейхсфюрера СС. З 7 жовтня 1939 року — начальник Головного штабного управління СС імперського комісара з питань консолідації німецького народу. В кінці Другої світової війни заарештований союзниками. На Нюрнберзькому процесі у справі Головного управління СС з питань раси і поселення 10 березня 1948 року був засуджений до довічного ув'язнення. Помер у в'язниці від серцевого нападу.

## Нагороди
- Залізний хрест 2-го і 1-го класу
- Нагрудний знак пілота-спостерігача (Пруссія)
- Нагрудний знак «За поранення» в чорному
- Почесний хрест ветерана війни з мечами
- Кільце «Мертва голова»
- Почесна шпага рейхсфюрера СС
- Хрест Воєнних заслуг 2-го і 1-го класу з мечами
- Почесний знак «За турботу про німецький народ» 2-го ступеня